# 2. česká národní hokejová liga 1978/1979
2. česká národní hokejová liga 1978/1979 byla 6. ročníkem jedné ze skupin československé třetí nejvyšší hokejové soutěže, druhou nejvyšší samostatnou v rámci České socialistické republiky. Vzhledem k reorganizaci soutěží byl tento ročník až do sezony 1983/1984 posledním ročníkem.

## Systém soutěže
Původně 40, nakonec 37 týmů bylo rozděleno do čtyř desetičlenných regionálních skupin (před zahájením soutěže odstoupily ze skupiny B TJ Spartak BS Vlašim a TJ Poldi SONP Kladno B a ze skupiny C TJ Spartak Tesla Opočno).
Ve skupinách se mělo všech 10 klubů utkat čtyřkolově každý s každým (celkem 36 kol), ve skupině B to tedy bylo jen 28 kol a ve skupině C 32.
Vzhledem ke zrušení 2. ČNHL první tři týmy z každé skupiny postoupily přímo do příštího ročníku ČNHL.
Čtvrté týmy ze všech čtyř skupin postoupily do kvalifikace o 1. českou národní hokejovou ligu, ve které se utkaly dvoukolově každý s každým (celkem 4 kola) s posledními dvěma týmy z 1. ČNHL ve dvou tříčlenných skupinách. Vítězové obou skupin postoupily do dalšího ročníku ČNHL. Týmy ze druhých a třetích míst sestoupily do krajských přeborů.
Zbylé týmy každé skupiny sestoupily do krajských přeborů.

## Základní část

### Skupina A
| Poř. | Tým                       | Z  | V  | R | P  | VB  | OB  | B  |
| ---- | ------------------------- | -- | -- | - | -- | --- | --- | -- |
| 1.   | TJ Baník Sokolov          | 36 | 29 | 1 | 6  | 215 | 88  | 59 |
| 2.   | TJ Šumavan Vimperk        | 36 | 27 | 4 | 5  | 235 | 120 | 58 |
| 3.   | TJ Baník Příbram          | 36 | 25 | 2 | 9  | 177 | 108 | 52 |
| 4.   | VTJ Příbram               | 36 | 22 | 4 | 10 | 161 | 84  | 48 |
| 5.   | TJ DP I. ČLTK Praha       | 36 | 22 | 3 | 11 | 177 | 117 | 47 |
| 6.   | TJ Slavia PS Karlovy Vary | 36 | 13 | 4 | 19 | 127 | 148 | 30 |
| 7.   | TJ Lokomotiva Beroun      | 36 | 12 | 2 | 22 | 139 | 193 | 26 |
| 8.   | TJ Klatovy                | 36 | 7  | 3 | 26 | 125 | 200 | 17 |
| 9.   | TJ Bohemians ČKD Praha    | 36 | 6  | 3 | 27 | 111 | 216 | 15 |
| 10.  | TJ ZKL Klášterec nad Ohří | 36 | 3  | 2 | 31 | 87  | 280 | 8  |

### Skupina B
| Poř. | Tým                      | Z  | V  | R | P  | VB  | OB  | B  |
| ---- | ------------------------ | -- | -- | - | -- | --- | --- | -- |
| 1.   | TJ Žďas Žďár nad Sázavou | 28 | 18 | 5 | 5  | 126 | 85  | 41 |
| 2.   | VTJ VVŠ PV Vyškov        | 28 | 17 | 3 | 8  | 155 | 113 | 37 |
| 3.   | TJ Kolín                 | 28 | 16 | 4 | 8  | 124 | 90  | 36 |
| 4.   | TJ Elitex Třebíč         | 28 | 12 | 6 | 10 | 128 | 122 | 30 |
| 5.   | TJ Prostějov             | 28 | 9  | 8 | 11 | 118 | 124 | 26 |
| 6.   | TJ Vodní stavby Tábor    | 28 | 10 | 3 | 15 | 142 | 138 | 23 |
| 7.   | TJ Jitex Písek           | 28 | 9  | 1 | 18 | 97  | 145 | 19 |
| 8.   | TJ Jiskra Havlíčkův Brod | 28 | 5  | 2 | 21 | 84  | 157 | 12 |

Před zahájením soutěže odstoupily ze skupiny B TJ Spartak BS Vlašim a TJ Poldi SONP Kladno B.
Před zahájením soutěže došlo ke změně názvu TJ Zetor Brno B na TJ Elitex Třebíč a přesunu působiště z Náměšti nad Oslavou do Třebíče.
Před zahájením soutěže došlo k přesunu ASD Dukla Jihlava B z Liberce do Písku, z tohoto důvodu došlo k přesunu VTJ Písek do VTJ VVŠ PV Vyškov.

### Skupina C
| Poř. | Tým                              | Z  | V  | R | P  | VB  | OB  | B  |
| ---- | -------------------------------- | -- | -- | - | -- | --- | --- | -- |
| 1.   | VTJ Litoměřice                   | 32 | 23 | 0 | 9  | 167 | 79  | 46 |
| 2.   | TJ Autoškoda Mladá Boleslav      | 32 | 16 | 8 | 8  | 126 | 104 | 40 |
| 3.   | TJ Spolana Neratovice            | 32 | 16 | 7 | 9  | 116 | 89  | 39 |
| 4.   | TJ Slovan NV Louny               | 32 | 16 | 6 | 10 | 125 | 111 | 38 |
| 5.   | VTJ Mělník                       | 32 | 18 | 0 | 14 | 130 | 108 | 36 |
| 6.   | TJ Spartak Nové Město nad Metují | 32 | 13 | 4 | 15 | 108 | 98  | 30 |
| 7.   | TJ Stadion Teplice               | 32 | 10 | 1 | 21 | 113 | 160 | 21 |
| 8.   | TJ Uhelné sklady Praha           | 32 | 7  | 6 | 19 | 90  | 150 | 20 |
| 9.   | TJ Baník SHD Most                | 32 | 7  | 4 | 21 | 84  | 160 | 18 |

Před zahájením soutěže odstoupil ze skupiny C TJ Spartak Tesla Opočno.

### Skupina D
| Poř. | Tým                       | Z  | V  | R | P  | VB  | OB  | B  |
| ---- | ------------------------- | -- | -- | - | -- | --- | --- | -- |
| 1.   | TJ Baník ČSA Karviná      | 36 | 27 | 3 | 6  | 195 | 94  | 57 |
| 2.   | TJ Tatra Kopřivnice       | 36 | 25 | 4 | 7  | 184 | 91  | 54 |
| 3.   | TJ TŽ VŘSR Třinec         | 36 | 24 | 5 | 7  | 157 | 104 | 53 |
| 4.   | VTJ Hodonín               | 36 | 19 | 4 | 13 | 173 | 130 | 42 |
| 5.   | TJ AZ Havířov             | 36 | 17 | 7 | 12 | 126 | 102 | 41 |
| 6.   | TJ Stadion Šumperk        | 36 | 14 | 7 | 15 | 143 | 126 | 35 |
| 7.   | TJ Tatra Vagónka Studénka | 36 | 9  | 4 | 23 | 127 | 180 | 22 |
| 8.   | TJ Zbrojovka Vsetín       | 36 | 7  | 5 | 24 | 94  | 160 | 19 |
| 9.   | TJ Nový Jičín             | 36 | 7  | 5 | 24 | 96  | 202 | 19 |
| 10.  | TJ Slovan Hodonín         | 36 | 7  | 4 | 25 | 108 | 214 | 18 |

Týmy TJ Baník Sokolov, TJ Žďas Žďár nad Sázavou, VTJ Litoměřice, TJ Baník ČSA Karviná, TJ Šumavan Vimperk, VTJ VVŠ PV Vyškov, TJ Autoškoda Mladá Boleslav, TJ Tatra Kopřivnice, TJ Baník Příbram, TJ Kolín, TJ Spolana Neratovice a TJ TŽ VŘSR Třinec přímo postoupily do dalšího ročníku ČNHL.
Týmy VTJ Příbram, TJ Elitex Třebíč, TJ Slovan NV Louny a VTJ Hodonín postoupily do kvalifikace o 1. českou národní hokejovou ligu, ve které se utkaly dvoukolově každý s každým (celkem 4 kola) s posledními dvěma týmy z 1. ČNHL TJ ZVVZ Milevsko a TJ Slavia IPS Praha ve dvou tříčlenných skupinách. V kvalifikaci se oba prvoligové týmy zachránily a druholigové kluby tak sestoupily do krajských přeborů.
Týmy TJ DP I. ČLTK Praha, TJ Slavia PS Karlovy Vary, TJ Lokomotiva Beroun, TJ Klatovy, TJ Bohemians ČKD Praha, TJ ZKL Klášterec nad Ohří, TJ Prostějov, TJ Vodní stavby Tábor, TJ Jitex Písek, TJ Jiskra Havlíčkův Brod, VTJ Mělník, TJ Spartak Nové Město nad Metují, TJ Stadion Teplice, TJ Uhelné sklady Praha, TJ Baník SHD Most, TJ AZ Havířov, TJ Stadion Šumperk, TJ Tatra Vagónka Studénka, TJ Zbrojovka Vsetín, TJ Nový Jičín a TJ Slovan Hodonín přímo sestoupily do krajských přeborů.